# Asia (album)
Asia je debutové a eponymní album rockové skupiny Asia, vydané v roce 1982. V USA se album umístilo na první pozici a je to nejprodávanější album ve Spojených státech pro rok 1982.

## Seznam skladeb

### Strana 1
1. "Heat of the Moment" (Geoff Downes, John Wetton) – 3:54
2. "Only Time Will Tell" (Downes, Wetton) – 4:44
3. "Sole Survivor" (Downes, Wetton) – 4:45
4. "One Step Closer" (Steve Howe, Wetton) – 4:16
5. "Time Again" (Downes, Howe, Carl Palmer, Wetton) – 4:46

### Strana 2
1. "Wildest Dreams" (Downes, Wetton) – 5:10
2. "Without You" (Howe, Wetton) – 5:04
3. "Cutting It Fine" (Downes, Howe, Wetton) – 5:35
4. "Here Comes the Feeling" (Howe, Wetton) – 5:39

## Sestava

### Asia
- John Wetton – baskytara, sólový zpěv,
- Geoff Downes – klávesy, doprovodný zpěv
- Steve Howe – kytara, doprovodný zpěv
- Carl Palmer – bicí, perkuse

### Technické zázemí
- Mike Stone – produkce, režie
- George Marino – mastering
- Kevin Gray – 2010 Audio Fidelity remastering
- Roger Dean – návrh obalu
- Brian Griffin – foto uvnitř obalu